# Блестовит
Блестови́т  — древний город, упомянутый в Ипатьевской летописи за 1151 год.

## Общие сведения
Город возник в конце XI века, был уничтожен в 1239 году во время татаро-монгольского нашествия. Позже на его месте появилось поселение с тем же названием.
Название города Блестовит является производным от слова местного диалекта «блест» — «утёс над водоворотом». Его первое упоминание в Ипатьевской летописи связано с пребыванием там на Пасху 1151 года Новгород-Северского князя Святослава Ольговича.

## История поисков
Первые предположения о нахождении города Блестовит были выдвинуты историками Николаем Арцыбашевым и Филаретом (Гумилевским). Они располагали город у села Блистова Новгород-Северского района Черниговской области. Однако истинная локализация, подтверждённая дальнейшими раскопками, удалась лишь в 1848 году историку Михаилу Погодину.

## Описание города
Городище расположено в южной части села Блистова Менского района Черниговской области. Место находится на мысе высокой правобережной террасы днепровского притока Десна. Состоит из детинца размером 30×40 м, с восточной стороны к которому примыкает окольный град площадью порядка 1,5 га. С трёх сторон городище окружали посады.